# 트레티야콥스카야역
트레티야콥스카야역(러시아어: Третьяковская)은 모스크바 지하철 칼루시스코 리시스카야 선과 칼리닌스코 솔른쳅스카야 선의 역이다. 1971년 1월 3일 북쪽 홀이, 1986년 1월 25일에 남쪽 홀이 개장했다.
본 역은 크로스 워드(평면 환승) 플랫폼의 구조이다. 역명은 근처 트레티야코프 미술관의 이름을 따서 명명되었다.

## 환승
이 역에서는 자모스크보레츠카야 선의 노보쿠즈네츠카야 역으로 갈아탈 수 있다.

## 사진

배선도
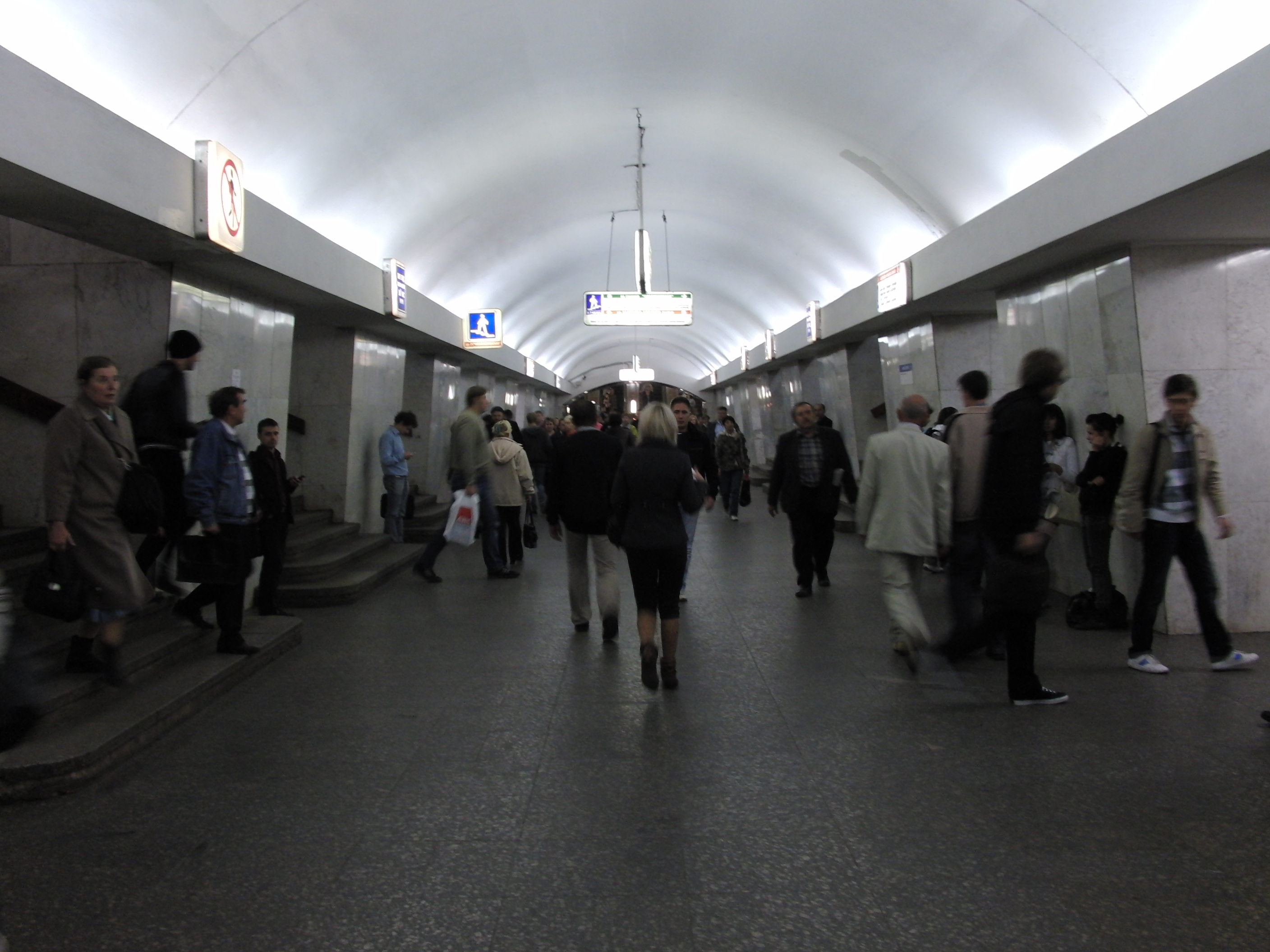
남쪽 홀
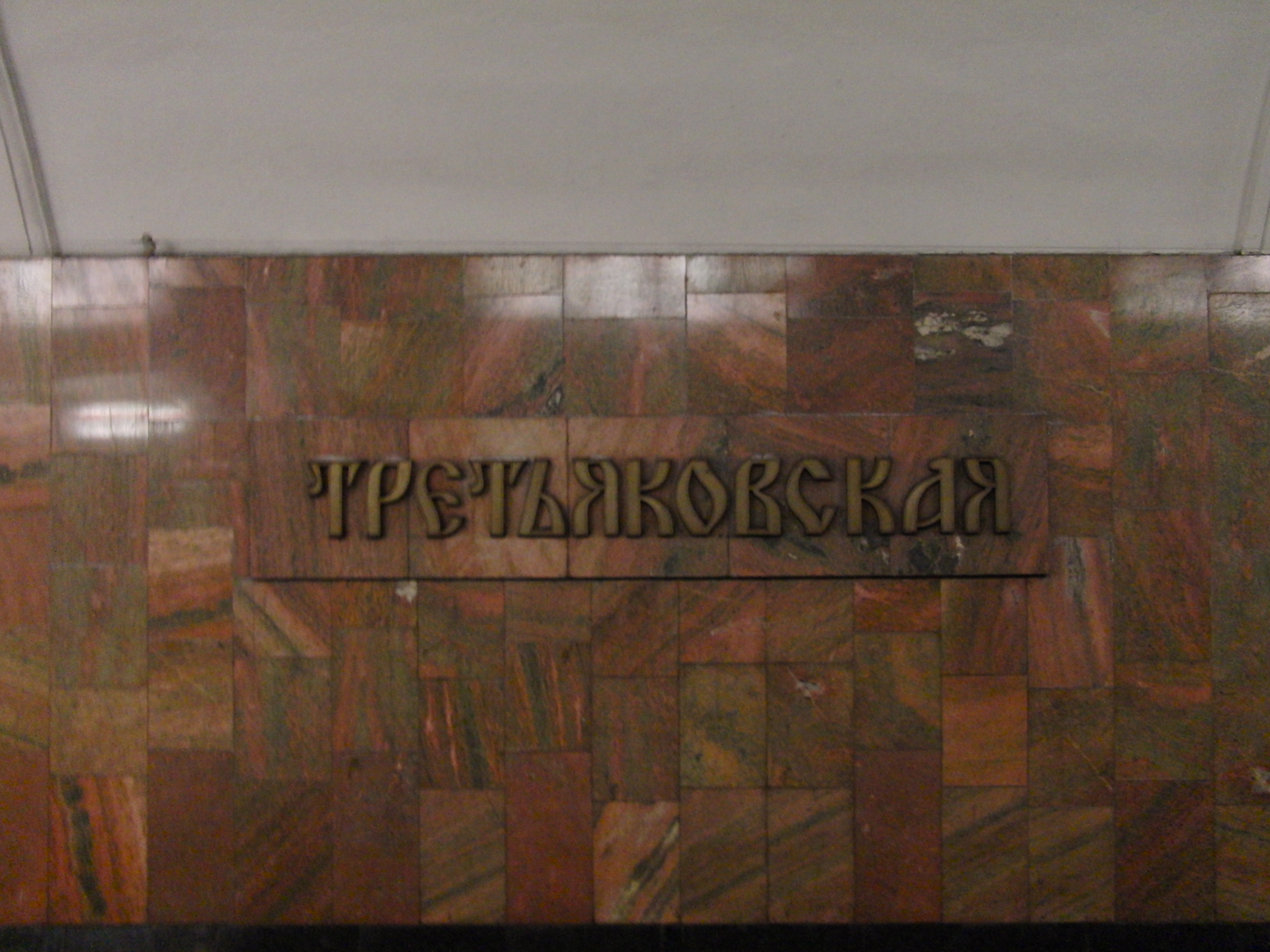
역명판